# ألكساندر تسيكلر
ألكساندر تسيكلر (بالألمانية: Alexander Zickler) مواليد 28 فبراير 1974 في باد زالتسونغن، ألمانيا الشرقية، هو لاعب كرة قدم ألماني دولي سابق كان يلعب كمهاجم. اعتزل اللعب عام 2012. بدأ مسيرته الرياضية عام 1992 مع دينامو دريسدن. لعب خلال مسيرته 405 مباريات سجل خلالها 117 هدفاً.

## المسيرة الاحترافية

### أندية لعب لها
- دينامو دريسدن
- بايرن ميونخ
- ريد بل زالتسبورغ